# ショルツ星
ショルツ星 (Scholz's Star、別名WISE 0720-0846、WISE J072003.20-084651.2) とは、いっかくじゅう座に属し、太陽系から17-23光年（5.1-7.2パーセク）の距離にある連星系である。

## 概要
連星系の主星はスペクトル型M9 ± 1で、質量が86 ± 2木星質量の赤色矮星であり、伴星はおそらくT5型の褐色矮星で、質量は65 ± 12木星質量である。連星系全体では0.15太陽質量になる。両天体間の距離はおよそ0.8天文単位、連星系の見かけの等級は18.3であり、肉眼では見えない。年齢は30から100億年と計算されている。この連星系の年周視差を166ミリ秒角として距離を見積もると、この系より太陽の近くには80の星系が存在するということになる。

## 発見
この天体が太陽近傍の恒星であると発見したのはポツダム天体物理研究所 (AIP) の天文学者ラルフ＝ディーター・ショルツ（Ralf-Dieter Scholz）で、その研究は2013年11月にarXivで公表された。その後この天体は「ショルツ星」 (Scholz's Star) の愛称で呼ばれるようになった。

## 太陽系との接近
ショルツ星系は今から約7万年前に、太陽から5万2000天文単位（0.25パーセク、0.82光年）の距離を通過したと計算されている。この距離は、長周期彗星や非周期彗星の起源として想定されているオールトの雲の外側の領域にあたる。なお、仮にショルツ星系の影響でオールトの雲から彗星が散乱されたとしても、太陽系の内側に達するには200万年を要するとされる。この星が太陽に最接近した際の地球からの見かけの明るさは11.4等級と考えられている。7万年前のショルツ星に匹敵する距離まで恒星が太陽系に接近するような出来事は、900万年に1回程度の頻度で起きていると考えられている。